# Гришино (Белозерский район)
Гришино — деревня в Белозерском районе Вологодской области.
Входит в состав Антушевского сельского поселения, с точки зрения административно-территориального деления — в Антушевский сельсовет.
Расположена на берегу Возьмозера. Расстояние по автодороге до районного центра Белозерска составляет 21 км, до центра муниципального образования села Антушево — 6 км. Ближайшие населённые пункты — Возмозеро, Еремеево, Хлопузово.
Население по данным переписи 2002 года — 4 человека.